# Vilém starší Popel z Lobkowicz
Vilém starší Popel z Lobkowicz (také Lobkovic na Horšovském Týně, německy Wilhelm Popel von Lobkowitz nebo Wilhelm Popel-Lobkowitz, 1567, Horšovský Týn – 1626, Zbiroh) byl český šlechtic, příslušník tachovské větve šlechtického rodu Lobkoviců. Zastával vysoké úřady, byl jedním ze stavovských direktorů a nejvyšším hofmistrem.
Byl jedním z mála protestantských šlechticů, kterým se po bitvě na Bílé hoře podařilo uniknout trestu smrti. Bylo to díky přímluvě jeho katolického příbuzenstva.

## Život

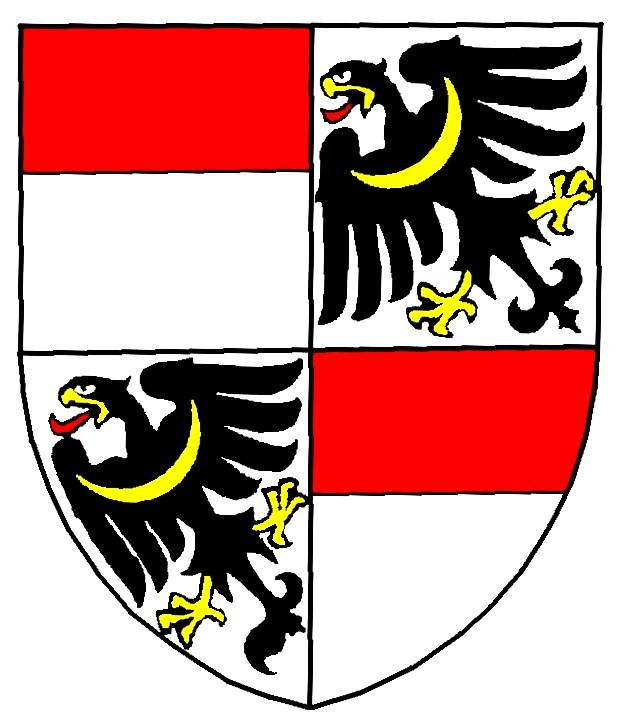
Lobkovický erb

### Původ
Narodil se v roce 1567 jako syn Jana IV. Popela z Lobkowicz (1510–1570) a jeho třetí manželky Alžběty z Roggendorfu, odvdovělé paní ze Švamberka (1519–1587). Byl nazýván Vilém starší kvůli odlišení od Viléma (mladšího) z bílinské větvě Lobkoviců. Jeho nevlastním bratrem byl nejvyšší hofmistr Českého království Kryštof starší Popel z Lobkowicz, zvaný Tlustý (1549–1609). Vilém starší nezapadal do běžného vzorce Lobkoviců, protože nezískal žádné významné vzdělání, neabsolvoval v mládí kavalírskou cestu a především byl na rozdíl od ostatního příbuzenstva protestant.

### Kariéra
Opakovaně se stal hejtmanem Plzeňského kraje (1596–1597, 1600–1601, 1602–1603, 1604–1605, 1606–1607, 1610–1611) a působil na dvoře arcivévody Maxmiliána II. Habsburského.
Do roku 1618 byl loajálním členem českých stavů, ale nepatřil k jejich radikálnímu křídlu jako byli Jindřich Matyáš Thurn, Václav Budovec z Budova nebo Albrecht Jan Smiřický ze Smiřic. Nesouhlasil také s konfiskací majetku katolických emigrantů.

### Defenestrace
V roce 1618 během třetí pražské defenestrace byl jedním ze vzbouřených českých stavů a osobně vyhazoval z okna Jaroslava Bořitu z Martinic. Aktivně se zúčastnil českého stavovské povstání, byl zvolen jedním z třiceti direktorů a za vlády Fridricha Falckého zastával úřad nejvyššího hofmistra (1618–1619). Přestože byl protestant, postavil se proti ničení výzdoby katedrály sv. Víta kalvíny a zachránil některé cennosti z chrámu.

### Bitva na Bílé hoře
Po bitvě na Bílé hoře v roce 1620 vedl deputaci českých stavů k bavorskému vévodovi Maxmiliánovi s žádostí o milost. V roce 1621 byl však zatčen a jako jeden z předáků povstání odsouzen k trestu smrti. Při výsleších se projevoval jako zbabělec, zkresloval fakta ve svůj prospěch a snažil se svalit vinu na ostatní.

### Vězení
Na přímluvu svých příbuzných Zdeňka Vojtěcha Popela z Lobkowicz, Matouše Děpolta Popela z Lobkowicz a dalších vlivných šlechticů mu byl trest změněn na žalář a ztrátu majetku. Byl uvězněn na Pražském hradě, později na Zbirohu. Zbirožské vězení mělo spíše charakter domácího vězení, neboť zde měl k dispozici dva pokoje a dokonce svého sluhu. Zde také v roce 1626 zemřel. Zemřel nemocný a roztrpčený a to i přesto, že mu císař Ferdinand II. vzhledem k jeho stavu těsně před smrtí udělil milost.

## Majetek

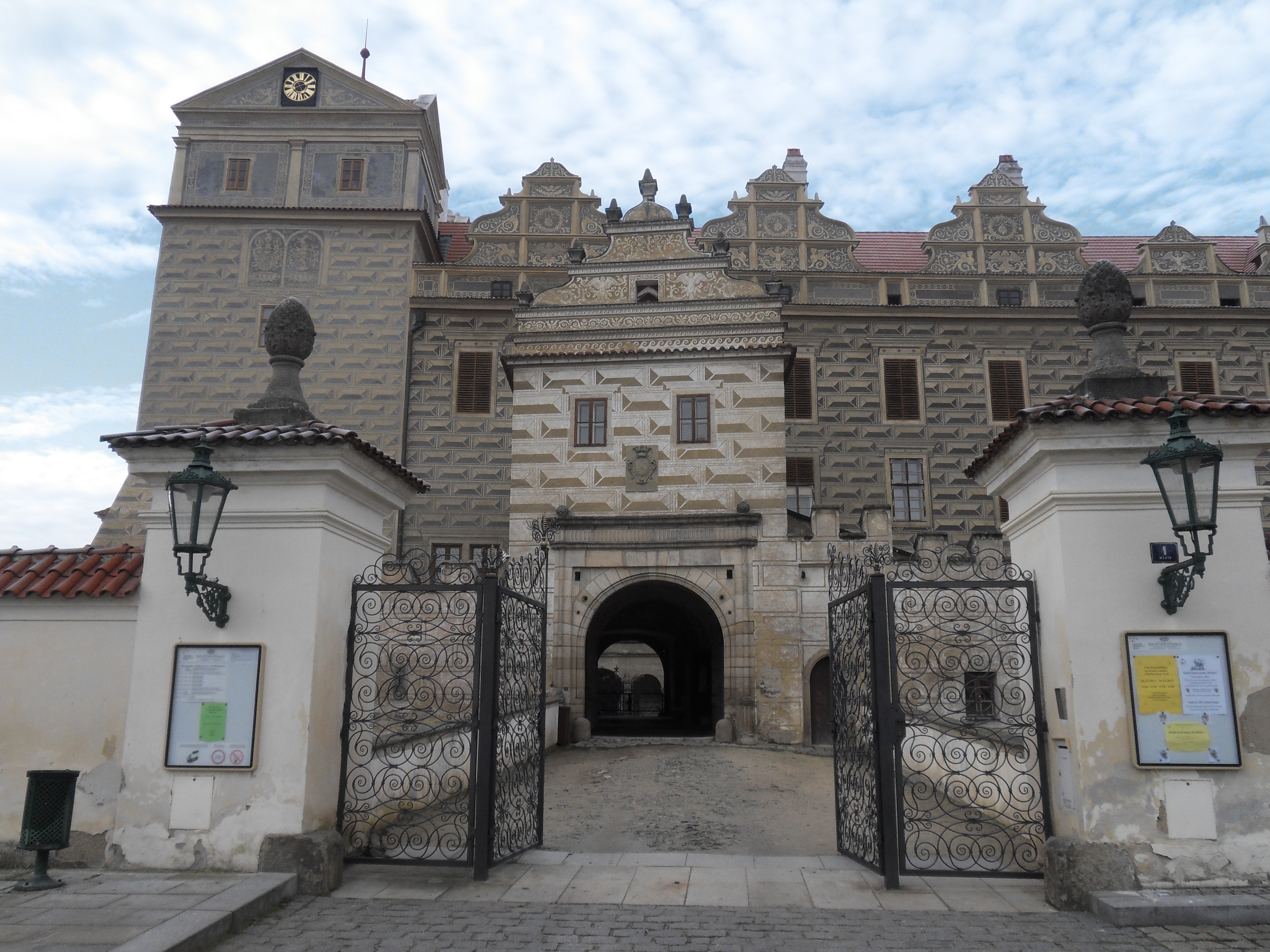
Zámek v Horšovském Týně

Vlastnil Horšovský Týn, kde renesančně přestavěl tamní zámek, dále pak vlastnil Čečovice a Mířkov. Jeho majetek byl zkonfiskován a v prvním oficiálním prodeji jej smlouvou z 30. března 1622 získal Maxmilián z Trauttmansdorffu.

## Rodina
Dvakrát se oženil. Poprvé 5. listopadu 1589 (svatební smlouva) s Evou ze Švamberka († po 1589), dcerou Jana Jiřího ze Švamberka na Orlíku (1548–1617) a jeho manželky Alžběty z Donína († 1592).
Podruhé se oženil kolem roku 1600 se Sibylou z Valdštejna (1576 – 20. srpna 1616, pohřbena 31. října 1616 / nebo † 1637), dcerou Jana z Valdštejna na Komorním Hrádku († 1576) a jeho manželky Magdaleny z Vartenberka († 1592).
Děti z prvního manželství jsou anonymní. Jedno bylo pokřtěno 10. prosince 1591, druhé se narodilo v roce 1592.
Z druhého manželství se narodily děti:
- 1. Jan Erdman, (1603 – 20. listopadu 1648 Skalica[7] /nebo Freihahn[6]), protestantské vzdělání, kavalírská cesta v Nizozemsku, žil v Uhrách a ve Slezsku. Jím vymřela tachovská větev Lobkoviců.[2]
- 2. Eva[7]
  - 1. ∞ Jan Šebestián ze Švamberka († 7. ledna 1615)
  - 2. ∞ (asi 19. května 1616 Kysybl) Linhart Colona z Felsu (1565 – 13. dubna 1620 po zranění u Sinzendorfu)